# 1997 BR1
1997 BR1 är en asteroid i huvudbältet som upptäcktes den 29 januari 1997 av den japanska astronomen Takao Kobayashi vid Ōizumi-observatoriet.
Asteroiden har en diameter på ungefär 13 kilometer.